# Érico Axelsson (Tott)
Erik Axelsson (Tott) ou Érico Axelsson (Tott), nascido em 1419 e falecido em 1481, foi um regente da Suécia, sob a União de Kalmar, juntamente com Jöns Bengtsson (Oxenstierna) em 1457 e sozinho de 1466 a 1467.

## Biografia
Ele nasceu na Scania durante o reinado do Rei Eric da Pomerânia, como filho de Axel Pedersen Thott, senhor de Herlev e Lilloe, e sua segunda esposa Ingeborg Ivarsdotter. Entrou para o serviço do primo-irmão de sua mãe, o rei Carlos VIII da Suécia (c. 1408–1470), ainda muito jovem, quando Carlos era o lorde alto condestável e castelhano.
Erik Axelsson era o "âncora sueco" de sua família, da qual muitos se consideravam súditos dinamarqueses. A primeira esposa de seu pai era da Scania, região então integrante do reino (dinamarquês). Em duas gerações, durante a segunda metade do século 15, os nove irmãos Tott ( Axelssöner ) ocuparam cargos importantes e poderosos justamente quando a Dinamarca e a Suécia lutavam para formar a União Kalmar, no entanto, tentando preservar a posição de sua própria família e muitas vezes agir em conjunto. Alguns deles mudaram de lado em certas ocasiões, mas principalmente cada um deles se alinhou de acordo com suas propriedades pessoais mais importantes. Por períodos mais longos, Eric manteve para a coroa sueca os principais castelos e feudos finlandeses de Viborg, Tavastehus (e construiu Olofsborg), e sempre esteve do lado sueco, aceitando o monarca dinamarquês quando a nobreza sueca queria, e apoiou o estado / monarquia separado quando os suecos queriam isso. Seu irmão, Iver Axelsen Tott, estabeleceu um verdadeiro principado para si ao tomar a ilha de Gotland e, às vezes, regiões vizinhas.
Eric se opôs a seu parente mais velho, o rei, em 1457, quando ele, como rei, reuniu muita insatisfação entre a alta nobreza sueca. Em 1467, Eric mais uma vez apoiou o rei Carlos VIII, em sua terceira eleição. Ele adquiriu as antigas propriedades suecas dos Irmãos da Espada da Livônia em 1467, incluindo o Castelo de Årsta. Como senhor da Finlândia (Österland), ele iniciou a construção da fortaleza fronteiriça Olavinlinna em Savonlinna e da muralha da cidade de Vyborg, ambas na década de 1470.
Eric Axelsson foi casado com Bengta Mattsdotter Lillie (falecido em 1452) e Elin Gustavsdotter Sture (falecido em 1495), mas morreu sem filhos. Seus irmãos Ivar Tott (falecido em 1487) e Laurens Axelsson Tott (falecido em 1483) sobreviveram a ele, herdando a maioria de suas propriedades, junto com seus vários sobrinhos e sobrinhas.